# Outer Ring Road
Die Outer Ring Road, abgekürzt ORR, auch State Highway 234, ist eine Ringstraße um Metropolregion Chennai (CMA) in Tamil Nadu in Indien. 
Die geplante Länge der Straße ist 62,6 km, wovon lediglich 1 km noch nicht gebaut sind. Die Outer Ring Road verbindet die nach Tiruchirappalli führende Grand Southern Trunk Road (NH 45) im Süden von Chennai mit der Tiruvottiyur–Ponneri–Panchetty Road (TPP) im Norden der Stadt. Die ORR führt den Schwerverkehr auf der Nord-Süd-Achse um die Stadt herum und entlastet dadurch das Zentrum von Chennai vom Durchgangsverkehr.
Die Straße wurde in zwei Abschnitten gebaut. Der erste Abschnitt war der 29,65 km lange südliche Teil zwischen der NH 45 und der NH 205, der zweite Abschnitt war der ungefähr 30 km lange Abschnitt zwischen der NH 205 und der TPP. Der Landbedarf der Straße ist 545,08 Hektar, die Baukosten betragen 20 Billionen Rs (380 Mio. US-Dollar).